# Klödenøya
Klödenøya est une petite île du Svalbard dans le Détroit d'Hinlopen. Elle fait partie de l'archipel des Bastianøyane.

## Géographie
L'île mesure 615 m de long, orientée nord-sud, et possède la forme d'une banane.
Les îles les plus proches sont celles de Kiepertøya, située 1,5 km au sud-ouest, de Geograføya, située 1,6 km à l'ouest, et celle de Deegenøya, située 1,5 km au sud.

## Géologie
Elle est formée de falaises de basalte ne dépassant pas les 11 m d'altitude.

## Histoire
L'île a été découverte en 1867 par Nils Fredrik Rønnbeck, un explorateur polaire suédo-norvégien, le premier à réussir à faire le tour du Spitzberg en bateau.
L'île a été nommée lors de la première expédition polaire allemande en 1868. L'île doit son nom à Gustav Adolf von Klöden, un géographe allemand.

## Faune
La faune de l'île se résume principalement aux ours polaires.